# Kaiser Gates
Kaiser Gates (Atlanta, Georgia, 8 de noviembre de 1996) es un baloncestista estadounidense que pertenece a la plantilla del UCAM Murcia CB de la liga ACB. Con 2,01 metros de estatura, juega en la posición de alero.

## Trayectoria deportiva

### Universidad
Jugó tres temporadas con los Musketeers de la Universidad Xavier, en las que promedió 5,5 puntos y 3,8 rebotes por partido. Tras su temporada júnior anunció que se presentaría al Draft de la NBA, renunciando así a su último año como universitario.

### Profesional
Tras no ser elegido en el Draft de la NBA de 2018, disputó las Ligas de Verano de la NBA con los Chicago Bulls, jugando tres partidos en los que promedió 6,7 puntos y 1,7 rebotes. Firmó posteriormente con los Bulls para realizar la pretemporada, pero tras un partido fue cortado, aunque fue finalmente asignado a su filial en la G League, los Windy City Bulls.
El 8 de septiembre de 2021, firma por el  Hapoel Jerusalem B.C. de la Ligat Winner.
El 4 de noviembre de 2022, firma por los Long Island Nets de la G League.
El 30 de septiembre de 2023, firma un contrato dual con New Orleans Pelicans, pero el 3 de noviembre, después de haber jugado solo un partido de temporada regular, es cortado del equipo. Una semana después regresó a los Nets.
El 26 de julio de 2024 firmó contrato con el Joventut de Badalona de la liga ACB.
En enero de 2025 firma por el UCAM Murcia, también de la ACB, hasta final de temporada.

## Estadísticas de su carrera en la NBA

### Temporada regular
| Año     | Equipo      | PJ | PT | MPP | %TC  | %3P  | %TL | RPP | APP | ROB | TPP | PPP |
| ------- | ----------- | -- | -- | --- | ---- | ---- | --- | --- | --- | --- | --- | --- |
| 2023-24 | New Orleans | 1  | 0  | 7.0 | .000 | .000 | —   | 1.0 | .0  | .0  | .0  | .0  |
| Total   | Total       | 1  | 0  | 7.0 | .000 | .000 | —   | 1.0 | .0  | .0  | .0  | .0  |